# Gerald Crabtree
Gerald R. Crabtree (Wheeling (Virgínia Ocidental), 18 de dezembro de 1946) é professor  da Universidade de Stanford  e investigador do Howard Hughes Medical Institute . Ele é conhecido por definir a via de sinalização Ca2 + -calcineurina-NFAT, sendo pioneiro no desenvolvimento de ligantes sintéticos para a regulação de processos biológicos e descobrindo mecanismos reguladores da cromatina envolvidos no câncer e no desenvolvimento do cérebro. Ele é o fundador da Ariad Pharmaceuticals, Amplyx Pharmaceuticals e Foghorn Therapeutics.

## Educação e Treinamento
Crabtree cresceu perto de Wellsburg, West Virginia, obteve seu bacharelado em Química e Matemática pelo West Liberty State College e seu MD pela Temple University . Enquanto estava na faculdade de medicina, ele se interessou por pesquisas de laboratório e começou a trabalhar no Dartmouth College com Allan Munck na bioquímica dos hormônios esteróides.

## Principais descobertas dos anos 1980, 1990, 2010, 2013 e 2018
No início dos anos 1980, Crabtree trabalhou com Albert J. Fornace Jr. para usar as primeiras abordagens de bioinformática para identificar remanescentes de eventos de transposição (rearranjos) no genoma humano  e para descobrir o fator de transcrição HNF1.  Em 1982, Crabtree descobriu que um gene poderia produzir mais de uma proteína , demonstrando assim que a capacidade de codificação do genoma é maior do que o esperado e quebrando o antigo paradigma : “um gene; uma proteína.”
Crabtree,  com os pós-doutorandos David B. Durand e Jeng-Pyng Shaw, descobriram os elementos de resposta do receptor do antígeno e o complexo de transcrição NFAT do gene da interleucina-2 em 1987, que foi inicialmente denominado NF-IL-2E e posteriormente renomeado NFAT-1.  No final da década de 1980 e início da década de 1990, Crabtree, juntamente com Stuart Schreiber definiu também a via de sinalização Ca2+/calcineurina/NFAT,      que transporta sinais da superfície celular para o núcleo para ativar genes de resposta imune. Essas descobertas resultaram no primeiro entendimento do mecanismo de ação das duas drogas imunossupressoras mais comumente usadas: a ciclosporina e o FK506.  Crabtree e Schreiber descobriram que essas drogas impedem que os sinais originados na membrana celular entrem no núcleo, bloqueando as ações da fosfatase, a calcineurina, impedindo a entrada das proteínas NFATc no núcleo. As proteínas NFAT ativam um grande grupo de genes necessários para a resposta imune. Quando esses genes não são ativados, como ocorre com a administração de ciclosporina ou FK506, a rejeição do transplante é evitada. A elucidação da via de sinalização Ca2 + - Calcineurina-NFAT e a descoberta de que ela é o alvo da Ciclosporina e do FK506 foi publicada no New York Times.  Mais tarde, seu laboratório usou abordagens genéticas em camundongos para mostrar que a sinalização da calcineurina-NFAT desempenha papéis essenciais no desenvolvimento de muitos sistemas de órgãos de vertebrados  e sua desregulação é provavelmente responsável por muitos dos fenótipos da Síndrome de Down.  A compreensão dessa via de sinalização forneceu uma das primeiras pontes bioquímicas da membrana celular ao núcleo. (ver também: Stuart Schreiber).
Em 1992, trabalhando com Calvin Kuo, então um estudante graduado em seu laboratório, ele descobriu que a droga imunossupressora, a rapamicina, bloqueia uma via bioquímica que leva à síntese de proteínas em resposta aos sinais de proliferação das células da membrana. Este trabalho contribuiu para o desenvolvimento da rapamicina como terapêutica para certos cânceres humanos e também desempenhou um papel na fundação da Ariad Pharmaceuticals em Cambridge, Massachusetts.
Em 1993, Crabtree e Stuart Schreiber projetaram e sintetizaram os primeiros ligantes sintéticos para induzir a proximidade de proteínas dentro das células.  Crabtree generalizou essa abordagem para outros tipos de ligantes sintéticos, incluindo moléculas naturais envolvidas na sinalização de plantas que expandiram a utilidade dessa abordagem.  No momento, ligantes sintéticos estão sendo usados para investigar a função de muitas vias de sinalização e eventos biológicos dentro das células, incluindo ação do receptor, ativação da proteína G, ativação da tirosina quinase não receptora, estabilidade da proteína, sinalização apoptótica, transcrição e regulação da cromatina. Esta abordagem provou ser útil na ativação e inativação rápida de moléculas para permitir o estudo de sua função. Crabtree e seus colegas Nathan Hathaway e Oli Bell usaram essa abordagem para fazer as primeiras medições da dinâmica da regulação da cromatina em células vivas, levando a uma compreensão da estabilidade das mudanças epigenéticas envolvidas na memória celular.   Seu desenvolvimento de ligantes sintéticos foi coberto no New York Times e também na Discovery Magazine em 1996. Mais tarde, a Ariad Pharmaceuticals desenvolveu essa tecnologia para terapia genética e a Bellicum Pharmaceuticals foi fundada com base nessa tecnologia pelo ex-colega de pós-doutorado da Crabtree, David Spencer.
No início da década de 1990, Crabtree trabalhou com Paul Khavari, agora Professor de Medicina Carl J. Herzog na Universidade de Stanford, para definir o complexo SWI / SNF ou BAF dos mamíferos purificando e clonando os genes que codificam suas subunidades.   Usando abordagens bioquímicas e genéticas, ele descobriu que os genes que codificam suas subunidades são colocados juntos como letras em uma palavra para fornecer uma ampla variedade de significados biológicos diferentes.  Em 2009, ele trabalhou com o pós-doutorado Andrew Yoo para descobrir um circuito genético que controla a montagem de complexos reguladores de cromatina específicos do cérebro necessários para o desenvolvimento do sistema nervoso dos mamíferos e demonstrou que a recapitulação desse circuito em células de mamíferos converte as células da pele humana neurônios.  
Crabtree, com o estudante de graduação Cigall Kadoch (agora na Harvard Medical School) completou a caracterização das subunidades dos complexos de remodelação da cromatina BAF (mSWI / SNF) e descobriu que esses complexos contribuem para a causa de mais de 20% dos cânceres humanos e podem agir como oncogenes ou supressores de tumor, potencialmente abrindo um novo caminho para o tratamento.   
Em 2013, Crabtree publicou " Our Fragile Intellect " em Trends in Genetics, argumentando que a humanidade está se tornando cada vez mais neurologicamente frágil devido entropia genética populacional afetar principalmente as relações neurais onde uma mutação afeta em média 120 relações  Essa posição gerou um amplo debate na academia.
Em 2018, devido uma análise genômica que mostrou que as mutações nos reguladores da cromatina contribuem para cerca de 50 por cento de todas as doenças malignas humanas e uma fração substancial das doenças do desenvolvimento humano, Crabtree esteve empenhado no desenvolvimento de ligantes sintéticos para a regulação de processos biológicos, descobrindo novos métodos para controlar mecanismos reguladores da cromatina envolvidos no câncer e no desenvolvimento do cérebro.

## Prêmios selecionados
- Prêmio do Diretor do NIH, 1984
- Prêmio Warner Lambert Park Davis, 1986
- Howard Hughes Investigator, 1988 para apresentar
- Eleito para a Academia Nacional de Ciências, 1997
- Outstanding Inventor, Stanford University, 2004
- Thomas Scientific Laureate em Química com Stuart Schreiber, 2006
- Mentor do corpo docente de Stanford do ano em 2008
- Professor David Korn, 2008
- Prêmio Jacob Javits de Neurociência, 2013

## Alunos notáveis e sua afiliação atual
- Jorge Plutzky, Harvard University
- Nikki Holbrook, Yale University
- Katharine Ullman, Universidade de Utah
- Albert Fornace, Universidade de Georgetown
- Calvin Kuo, Universidade de Stanford
- Paul Khavari, Stanford University
- Weidong Wang, National Institutes of Health
- Keji Zhao, National Institutes of Health
- Isabella Graef, Stanford University
- Oliver Rando, Universidade de Massachusetts
- Paul J. Utz, Universidade de Stanford
- CP Chang, Universidade de Indiana
- Monte Winslow, Stanford University
- Jason Gestwicki, Universidade da Califórnia, São Francisco
- Joe Arron, Genentech
- Julie Lessard, Universidade de Montreal
- Jiang Wu, Centro Médico Southwestern da Universidade do Texas
- Andrew Yoo, Washington University
- Nate Hathaway, Universidade da Carolina do Norte
- Oliver Bell, Instituto de Pesquisa de Patologia Molecular, Viena
- Diana Hargreaves, Salk Institute for Biological Studies
- Emily Dykhuizen, Purdue University
- Cigall Kadoch, Harvard University
- Andrew Koh, Universidade de Chicago
- Simon Braun, Universidade de Genebra, Suíça